# جاريرات بيتسوم
جاريرات "بيتونج" بيتسوم (التايلاندية: ใบตอง - จรี รัตน์ เพชร สม ؛ من مواليد 12 مايو 1993) هي مدافعة عن رعاية البيئة التايلاندية وحامل لقب ملكة جمال بعدما توجت ملكة جمال الأرض في تايلاند 2021، شاركت قي ملكة جمال الأرض 2021 الافتراضية تم إعلانها ملكة جمال الأرض - النار في النسخة الواحدة والعشرين من مسابقة ملكة جمال الأرض التي أقيمت في فندق إنتركونتيننتال في بانكوك، وهي تتولى الحكم جنبًا إلى جنب ملكة جمال الأرض - الهواء 2021 من الولايات المتحدة الأمريكية ماريسا بتلر وملكة جمال الأرض - المياه 2021 رومينا دينيكن فان دير فين من تشيلي. حصلت على درجة البكالوريوس في الهندسة المعمارية من معهد كينغ مونغكوت للتكنولوجيا لادكرابانغ في بانكوك ، تايلاند.
كانت جاريرات وجهًا مألوفًا في مسابقة ملكة جمال الكون، وكانت ضمن أفضل 10 متسابقة في مسابقة ملكة جمال الكون تايلاند 2017. عادت لتنافست مرة أخرى في ملكة جمال الكون تايلاند 2020 وحلت ضمن أفضل 20 متسابقة.